# Vaterländische Union
Vaterländische Union (VU) (Fædrelandsunionen) er et liberalistisk-konservativt politisk parti i fyrstedømmet Liechtenstein, der ledes af Oswald Kranz og siden valget i 2005 har haft 10 ud af 25 medlemmer af parlamentet.

## Historie
VU's rødder går tilbage til det i 1918 grundlagte kristen-sociale Liechtensteiner Volkspartei. Dette parti slog sig i 1936 sammen med det lille, tysknationale og autoritære Liechtensteiner Heimatdienst til den nuværende Vaterländischen Union. Medstifter af det kristlig-sociale folkeparti var Dr. Wilhelm Beck. Partiet var drivkraften bag de grundlæggende politiske og sociale reformer i Liechtenstein i det tidlige 1900-tal og karakteriserede sig som arbejderparti, der kæmpede for flere demokratiske rettigheder, social sikkerhed, solidaritet samt en stærkt differentieret økonomisk politik.
VU disponerede i perioderne 1970-1974, 1978-1993, 1993-2001 over det absolutte flertal i parlamentet. Ved valget i 2005 blev partiet udsat for et historisk stemmefald og opnåede således kun 10 ud af 25 pladser i parlamentet. Allerede efter valget i 2009 var partiet atter oppe på 13 mandater.